# Selaginella trisulcata
Selaginella trisulcata là một loài dương xỉ trong họ Selaginellaceae. Loài này được Aspl. mô tả khoa học đầu tiên năm 1926.